# Cardiophorus barrosi
Cardiophorus barrosi is een keversoort uit de familie kniptorren (Elateridae). De wetenschappelijke naam van de soort is voor het eerst geldig gepubliceerd in 1893 door Guérin.